# فطر مغاير
فطر مغاير (الاسم العلمي: Allomyces)، جنس فطريات مجهرية من فصيلة الأرومية. قُييد من قبل عالم الفطريات البريطاني إدوين جون بتلر في عام 1911. الأنواع في الجنس لها مشرة متعددة المراكز وتتكاثر جنسيًا أو لا جنسيًا بواسطة أبواغ حيوانية تحتوي على سوط يشبه المصع. وهي معزولة في الغالب عن التربة موطنها البلدان الاستوائية، وعادةً ما توجد في البرك وحقول الأرز والأنهار بطيئة الجريان.